# Ptolemais Hermeiou
Ptolemais Hermeiou (griechisch Πτολεμαὶς Ἑρμείου, auch Ptolemaios Hermaiou Πτολεμαὶς ἡ Ἑρμαίου oder Πτολεμαὶς τῆς Θηβαίδος „Ptolemais in der Thebais“, heute el-Manscha) ist eine antike Stadt im 8. oberägyptischen Gau am westlichen Nilufer 12 Kilometer südlich von Sohag, die während der griechisch-römischen Zeit bewohnt war.

## Gründung
Die Stadt wurde von dem hellenistischen König Ptolemaios I. an der Stelle des kleinen Dorfes Psoi gegründet. In der Forschung wurde teilweise vermutet, dass die Gründung der Stadt den Zweck hatte, Oberägypten nicht mehr von der alten ägyptischen Hauptstadt Theben aus regieren zu müssen, sondern eine griechische Neugründung als politisches Zentrum nutzen zu können. Der Namensbestandteil „Hermweiou“ lässt sich nicht sicher erklären. Möglicherweise geht er auf einen gewissen Hermeias zurück, der im Auftrag des Königs die Stadtgründung übernahm und damit als zweiter Gründervater (Ktistes) gelten konnte.

## Geschichte und Bedeutung
Ptolemais Hermeiou war eine von nur drei Städten mit griechischem Stadtrecht, die sich also als Polis bezeichnen und selbst verwalten konnten, wohingegen die restlichen Orte Ägyptens in dieser Zeit in rechtlicher Hinsicht Dörfer (κώμαι) waren. Eine griechische Inschriftenstele, die sich entweder auf 278/277 v. Chr. oder auf 240/239 v. Chr. datieren lässt, berichtet von politischen Unruhen in der Stadt, die dazu führten, dass die Volksversammlung eine oligarchischere Verfassung gab, in der das passive Wahlrecht auf einen Kreis „aus auserlesenen Männern“ („ἐξ ἐπιλέκτων ἀνδρῶν“) beschränkt war.
Während der Herrschaft der Ptolemäer Ptolemais Hermeiou der Sitz der Verwaltung der Thebais und neben Alexandria eine zweite Hauptstadt Ägyptens. Der antike Geograph Strabon verglich die Größe der Stadt im 1. Jahrhundert v. Chr. mit der von Memphis. Während des thebanischen Aufstandes im 2. Jahrhundert vor Chr. wurde die Stadt wohl von den Rebellen erobert. Nach dem Fall der Ptolemäerdynastie erfuhr die Stadt einen Niedergang zugunsten von Koptos, blieb jedoch bis in arabische Zeit hinein bewohnt. In moderner Zeit wurde nach der Stadt das katholische Titularerzbistum Ptolemais in Thebaide benannt.